# Илиџанска бригада
Илиџанска бригада је била пјешадијска јединица Војске Републике Српске у саставу Сарајевско-романијског корпуса. Према прелиминарним процјенама, бригада је у рату изгубила 560 бораца. Зона одговорности бригаде су били западни дијелови општине Српска Илиџа, док је у источним дијеловима зона одговорности припадала 2. сарајевској лакој пјешадијској бригади.

## Историја
Илиџанска бригада је формирана на територији Илиџе, на самом почетку рата, и узела је велику улогу у одбрани како општине Источна Илиџа, тако и самих граница Источног Сарајева. Битка за одбрану Илиџе једна је од најзначајнијих битака из минулог Одбрамбено-отаџбинског рата. Најжешћи напади на Илиџу догодили су се 22. априла и 14. маја 1992. Тих дана становници Илиџе, Осјека, Блажуја и дугих насеља храбро су се супроставили надмоћнијем и бројнијем непријатељу, који је велики број својих јединица усмјерио управо на Илиџу, у циљу заузимања ове стратешке општине за одбрану Сарајева. Становници Илиџе, борци Илиџанске бригаде су током цијелог Одбрамбено-отаџбинског рата бранили своја вјековна огњишта од напада непријатеља, и при томе нису починили нити један ратни злочин. У току Одбрамбено-отаџбинског рата на подручју Илиџе страдало је 1.054 борца, више од 2.200 их је рањено, док је сама Илиџанска бригада изгубила 560 бораца. Послије напада 14. маја, АРБиХ се ту више никада није могла опоравити и том снагом поново напасти српску територију. Илиџа је претрпјела преко тридесет офанзива са разних страна, те напад снага за брзу интевенцију НАТО пакта.
Дејтонским споразумом, Србима је одузет урбани дио Сарајева, међу којим је и Илиџа.

## Дан сјећања
Сваке године, општина Источна Илиџа, заједно са општинском борачком организацијом "Илиџански борац", обиљежава "Дане одбране Илиџе", у периоду од 22. априла до 14. маја, када се низом манифестација одаје почаст палим борцима Илиџанске бригаде, борцима других јединица погинулим на линијама одбране Српске Илиџе и подсјећа на славни ратни пут Илиџанске бригаде и бораца Српске Илиџе.